# Tipula marina
Tipula marina är en tvåvingeart som beskrevs av Doane 1912. Tipula marina ingår i släktet Tipula och familjen storharkrankar. Inga underarter finns listade i Catalogue of Life.